# Операция «Альхесирас»
Операция «Альхесирас» (исп. Algeciras, по названию города рядом с Гибралтаром) — неудачная попытка аргентинских боевых пловцов провести диверсии на британской военно-морской базе в Гибралтаре, где пополняли запасы суда и корабли, следовавшие в район Южной Атлантики во время Фолклендской войны. Предпосылкой для проведения операции послужило потопление англичанами крейсера «Бельграно».

## Ход операции
Первую диверсию планировалось провести в 20.00 31 мая 1982 года против двух эсминцев, фрегата «Ариадна», и буксирного судна, которые по сообщениям аргентинской разведки должны были прибыть к этой дате в Гибралтар. Для проведения операции из Буэнос-Айреса в Испанию обычным рейсовым самолётом в начале мая прибыла разведывательно-диверсионная группа боевых пловцов «Бузо тактико» из четырёх человек во главе с лейтенантом Луисом Альберто Фернандесом. Диверсии планировалось произвести с помощью магнитных диверсионных мин высокой мощности. По прибытии в испанскую провинцию Кадис рядом с Гибралтаром группа разделилась на пары. В течение двух недель по ночам все четверо совершили несколько скрытных проникновений в Гибралтар, причём эти вторжения, по аргентинским данным, ни разу не были обнаружены англичанами. Эти вылазки позволили группе собрать всю необходимую информацию для успешного проведения диверсий в Гибралтаре.
Однако проведение самой операции 31 мая было случайно сорвано испанской полицией, которая за восемь часов до её начала задержала командира, а затем и остальных членов группы, приняв их за обычных уголовников, торговцев наркотиками или террористов, соривших деньгами налево и направо. В дальнейшем, в ходе обыска арендованных аргентинцами квартир полиция нашла оружие, подводное снаряжение и прочее.
Как раз 31 мая 1982 года Испания официально вступила в НАТО, и инцидент был строго засекречен, а все материалы по делу уничтожены. Аргентина заявила о непричастности к этому инциденту, а члены диверсионной группы были депортированы из Испании.